# Christ mort entouré de Marie et de Saint Jean l'Évangéliste
Christ mort entouré de Marie et de Saint Jean l'Évangéliste est un tableau du peintre italien Giovanni Bellini réalisé vers 1459. Cette tempera sur bois est une pietà qui représente la Vierge Marie et l'apôtre Jean, tous deux en pleurs, soutenant le corps mort de Jésus-Christ. Elle est conservée à l'académie Carrara, à Bergame.